# Alfred Kastler
Alfred Kastler (3.5.1902 – 7.1.1984) là nhà vật lý người Pháp đã đoạt Giải Nobel Vật lý năm 1966.

## Cuộc đời và Sự nghiệp
Kastler sinh tại Guebwiller, Alsace thời đó thuộc Đế chế Đức. Ông học tiểu học ở thị trấn quê hương. Năm 1914 ông tới sống ở nhà người cô tại Horbourg-Wihr để học ở Oberrealschule (trường trung học) Colmar (trường này trở thành trường trung học Bartholdi năm 1918, khi Alsace trở lại thuộc Pháp). Năm 1919 ông chuyển sang học bằng tiếng Pháp, và tốt nghiệp trung học năm 1920. Năm 1921, ông học École Normale Supérieure tại Paris, đậu bằng cử nhân toán học và vật lý năm 1923. Ông đậu bằng tiến sĩ ở Đại học Paris năm 1936, với bản luận án về huỳnh quang của hơi thủy ngân.
Ông trở lại làm việc ở École Normale Supérieure, và cuối cùng được bổ nhiệm chức giáo sư năm 1952.
Cộng tác với Jean Brossel, ông nghiên cứu Cơ học lượng tử, tác động qua lại giữa ánh sáng và các nguyên tử, cùng phổ học. Kastler, nghiên cứu về sự phối hợp giữa quang cộng hưởng (optical resonance) và cộng hưởng từ, phát triển kỹ thuật bơm quang học. Các công trình này dẫn tới việc hoàn thành lý thuyết về laser và maser.
Ông đoạt Giải Nobel Vật lý năm 1966 "cho việc phát hiện và phát triển các phương pháp quang học để nghiên cứu cộng hưởng Hertz ở các nguyên tử".

## Phòng thí nghiệm Kastler-Brossel
Sự nghiệp nghiên cứu của Kastler phần lớn được thực hiện ở "École Normale Supérieure" tại Paris, nơi sau khi Chiến tranh thế giới thứ hai chấm dứt, ông và người sinh viên của mình - Jean Brossel - bắt đầu lập một đội nghiên cứu nhỏ về phổ học.
Trên 40 năm, đội nghiên cứu này đã huấn luyện nhiều nhà vật lý trẻ và có ảnh hưởng quan trọng trên sự phát triển khoa học Vật lý nguyên tử ở Pháp. Năm 1994 phòng thí nghiệm quang phổ hertz được đặt tên lại là Phòng thí nghiệm Kastler-Brossel.

## Giải thưởng và Vinh dự
- 1946: Giải Félix Robin
- 1954: Giải Holweck
- 1964: Viện sĩ Viện hàn lâm khoa học Pháp
- 1964: Huy chương vàng của Trung tâm nghiên cứu Khoa học quốc gia Pháp
- 1966: Giải Nobel Vật lý

## Đời tư
Kastler kết hôn với Elise Cosset trong tháng 12 năm 1924. Họ có ba người con: Daniel, sinh năm 1926, Mireille sinh năm 1928, và Claude-Yves sinh năm 1936. Giáo sư Kastler từ trần ngày 7.1.1984 ở Bandol, Pháp.